# Andrea Mandorlini
Andrea Mandorlini, né le 17 juin 1960 à Ravenne, en Italie, est un footballeur italien désormais reconverti en entraîneur.

## Carrière

### Parcours de joueur
Après avoir été formé au Ravenne Calcio, Mandorlini fait ses débuts au Torino Football Club à l'âge de 19 ans. Il quitte ensuite Turin en 1980 pour rejoindre le club de Serie B de l'Atalanta Bergame. Après trois saisons à l'Ascoli Calcio 1898 et une sélection en équipe d'Italie espoirs et en une autre en équipe olympique, il rejoint l'Inter Milan où il joue jusqu'en 1991. Avec le maillot nerazzurro, il remporte le Championnat d'Italie en Championnat d'Italie 1988-1989 et la Coupe UEFA en 1991. Il annonce sa retraite après deux saisons à l'Udinese Calcio, en 1993.

### Parcours d'entraîneur
Après sa retraite, Mandorlini devient entraîneur de Manzanese, alors en Serie D mais n'arrive pas à sauver le club de la relégation. Il travaille ensuite au Ravenne Calcio, son club de formation, en tant qu'entraîneur adjoint jusqu'en 1998, lorsqu'il est nommé entraîneur de l'équipe de Serie C2 de l'US Triestina. Il entraîne ensuite le Spezia Calcio de 1999 à 2002, remportant la Serie C2 dès la première saison et ratant de peu la promotion en Serie B en 2002. Après une huitième place avec le Vicenza Calcio en Serie B 2002-2003, il signe à l'Atalanta Bergame. L'Atalanta remonte en Serie A mais Mandorlini est remercié peu de temps après le début de la saison dans l'élite.
En janvier 2006, il rejoint le club de Serie B du Bologne FC, mais est licencié deux mois plus tard. En décembre 2006, il rejoint le Calcio Padova, alors en Serie C1, avec lequel il passe de la lutte pour le maintien à la lutte pour la montée, qui ne sera pas couronnée de succès. En juin 2007, l'AC Sienne le recrute pour le Championnat d'Italie 2007-2008, mais il est remercié en novembre après un début de saison médiocre.
En juillet 2008, il est nommé entraîneur de l'US Sassuolo, fraîchement promu en Serie B. Il guide les neroverdi à une surprenante septième place. Il quitte Sassuolo par consentement mutuel en 2009.
Il connait sa première expérience à l'étranger en rejoignant le club roumain du CFR Cluj en novembre 2009. Il va y obtenir ses premiers titres d'importance : il remporte d'abord le championnat de Roumanie, le 2e du club, avec 3 points d'avance sur le FC Unirea Urziceni. Puis la Coupe de Roumanie, la 3e du club et la 3e consécutive, en battant en finale le FC Vaslui (0-0, 5-4 aux tirs au but).

## Palmarès

### Palmarès de joueur
- Inter Milan 
  - Vainqueur de la Coupe UEFA en 1991
  - Champion d'Italie en 1989
  - Vainqueur de la Supercoupe d'Italie en 1989

### Palmarès d'entraîneur
- CFR Cluj 
  - Champion de Roumanie en 2010
  - Vainqueur de la Coupe de Roumanie en 2010
  - Vainqueur de la Supercoupe de Roumanie en 2010

- Spezia Calcio 
  - Champion de Serie C2 en 2000